# Jim Burleigh
James Burleigh (24 tháng 2 năm 1869 – 1917) là một cầu thủ bóng đá người Anh thi đấu ở vị trí outside left cho Wolverhampton Wanderers ở Football League.
Mặc dù hầu hết toàn ngồi dự bị, Burleigh vẫn có 2 lần ra sân cho đội chính của Wolves trong tháng 9 năm 1891.